# La canzone di Barbara/Carlo Martello ritorna dalla battaglia di Poitiers
La canzone di Barbara/Carlo Martello ritorna dalla battaglia di Poitiers è il 14º singolo discografico del cantante italiano Fabrizio De André, pubblicato nel 1968 dalla Bluebell Records e incluso nell'album Vol. 1º.
La canzone di Barbara manca del ritornello centrale di chitarra, come in tutte le ristampe successive. Il disco venne stampato in pochissimi esemplari, con copertina forata standard.

## Tracce
Lato A
1. La canzone di Barbara (testo: De André - musica: Reverberi, De André)

Lato B
1. Carlo Martello ritorna dalla battaglia di Poitiers (testo: Villaggio - musica: De André)